# Ламонт (Каліфорнія)
Ламонт (англ. Lamont) — переписна місцевість (CDP) в США, в окрузі Керн штату Каліфорнія. Населення — 14 049 осіб (2020).

## Географія
Ламонт розташований за координатами 35°15′55″ пн. ш. 118°54′58″ зх. д. / 35.26528° пн. ш. 118.91611° зх. д. (35.265142, -118.916042).  За даними Бюро перепису населення США в 2010 році переписна місцевість мала площу 11,98 км², з яких 11,89 км² — суходіл та 0,09 км² — водойми.

## Демографія
Згідно з переписом 2010 року, у переписній місцевості мешкало 15 120 осіб у 3405 домогосподарствах у складі 2959 родин. Густота населення становила 1262 особи/км².  Було 3598 помешкань (300/км²).
Расовий склад населення:
| - 44,2 % — білих - 1,5 % — корінних американців - 0,9 % — чорних або афроамериканців - 0,5 % — азіатів - 0,1 % — вихідців з тихоокеанських островів - 48,6 % — осіб інших рас |

До двох чи більше рас належало 4,3 %. Частка іспаномовних становила 94,5 % від усіх жителів.
За віковим діапазоном населення розподілялося таким чином: 35,8 % — особи молодші 18 років, 58,8 % — особи у віці 18—64 років, 5,4 % — особи у віці 65 років та старші. Медіана віку мешканця становила 24,7 року. На 100 осіб жіночої статі у переписній місцевості припадало 111,7 чоловіків;  на 100 жінок у віці від 18 років та старших — 117,9 чоловіків також старших 18 років.
Середній дохід на одне домашнє господарство  становив 41 849 доларів США (медіана — 33 351), а середній дохід на одну сім'ю — 38 393 долари (медіана — 30 026). Медіана доходів становила 23 216 доларів для чоловіків та 19 507 доларів для жінок. За межею бідності перебувало 37,4 % осіб, у тому числі 53,2 % дітей у віці до 18 років та 33,0 % осіб у віці 65 років та старших.
Цивільне працевлаштоване населення становило 6094 особи. Основні галузі зайнятості: сільське господарство, лісництво, риболовля — 45,4 %, освіта, охорона здоров'я та соціальна допомога — 13,2 %, мистецтво, розваги та відпочинок — 7,2 %, роздрібна торгівля — 6,9 %.